# Atfih
Atfih o Itfith és una ciutat de l'Egipte mitjà, al governadorat de Gizeh, a uns 2 km a l'est del riu Nil, en direcció a l'oasi del Faium. Els seus habitants el 2001 eren 106.300. El seu nom egipci fou Tepihu, o Tepihut (Tep-yhut, Tp-yhwt) que vol dir "La primera vaca" referit a la deessa Hathor. En llengua copta es va dir Petpeh que va produir l'àrab Atfih. En el període clàssic es va dir Afroditòpolis. Hi ha un cementiri d'animals i alguna tomba privada d'època grega i de vaques sagrades en tombes de pedra. El temple d'Hathor va quedar cobert per la ciutat.
La ciutat fou de certa importància en el període cristià amb unes 20 esglésies de les que la meitat encara existien al segle xiii. Inicialment en el govern àrab fou un nomos (districte) anomenat Kurat Aftih, però més tard es va dir al-Sharkiyya (riba oriental). Al segle xi els dominis fatimites foren dividits en províncies i es va formar la de Itfihiyya, que agafava el nom de la ciutat d'Iyfith, que era la capital. Va entrar en decadència sota els mamelucs i va continuar amb els otomans. El 1834/1835 la província fou unida a la de Djize dins la qual va formar el districte (markaz) d'Itfith. Sota els kedivs d'Egipte es va aconseguir aturar els atacs beduïns i es van fer algunes obres que van iniciar la recuperació.